# 靛蓝
靛蓝（英語：Indigo）是一种还原染料，也是人类最早应用的天然染料之一，以其特征性的靛蓝色而得名。

## 历史
靛蓝主要是由板蓝根等靛蓝植物（藍染植物）加工制得。
1870年德国化学家阿道夫·冯·拜尔用靛红与三氯化磷反应并进行还原，成功合成了靛蓝。 1878年冯·拜尔从苯乙酸合成靛红，从而完成了靛蓝的全合成。1880年他确定出靛蓝的化学结构。1880年至1882年期间，冯·拜尔又发展了从肉桂酸和邻硝基苯甲醛（Baeyer-Drewsen靛蓝合成）分别合成靛蓝的路线。而早在1881年，德国巴斯夫公司便开始少量生产靛蓝，早期采用拜尔的合成法，但造价较高，生产工艺不够成熟，状况并不理想。
1890年瑞士苏黎世的教授卡尔·休曼（Karl Heumann）发展了另一条从邻氨基苯甲酸合成靛蓝的路线，也就是先让邻氨基苯甲酸与氯乙酸缩合为N-(2-羧苯基)甘氨酸，然后再经碱熔、脱羧、氧化得到靛蓝。1897年BASF公司放弃了拜尔法，改用休曼法进行生产。 
1901年，德国的约翰·福莱格（John Pfleger）改良了休曼的方法，改用从苯胺为原料经N-苯基甘氨酸和3-吲哚酚生产靛蓝。与休曼法相比，福莱格改进法有诸多优点，原料苯胺非常易得，而且反应产率也较高。目前靛蓝几乎全是由人工合成得到的，而合成方法就是以福莱格的改进法为基础。

## 性质
靛蓝是一种蓝色粉末，能溶于热苯胺，几乎不溶于水和乙醇。在浓硫酸中呈黄绿色，稀释后为蓝色沉淀；在浓硝酸中呈靛红色，而后变为红光黄色。在碱性保险粉还原液中呈淡黄色，在酸性液中无色。
靛蓝不溶于水、酸、碱，欲制成染液吸附织物，必须先经过还原作用，成为靛白。靛白可溶于碱液，可以用它来对动物或植物纤维进行上色，染后在空气中进行氧化，再生成靛蓝，附着于纤维上，呈蓝色。所以靛蓝的染液必须要有还原剂和碱液存在。

靛蓝（氧化型）与靛白（还原型）。

## 生产
由苯胺与氯乙酸在硫酸铁存在下缩合为N-苯基甘氨酸铁，而后加入氢氧化钾进行母液转化，然后与氨基钠、混碱进行碱熔生成3-吲哚酚，后经空气氧化、过滤、粉碎、干燥和商品化，得到商品染料靛蓝成品。

## 用途

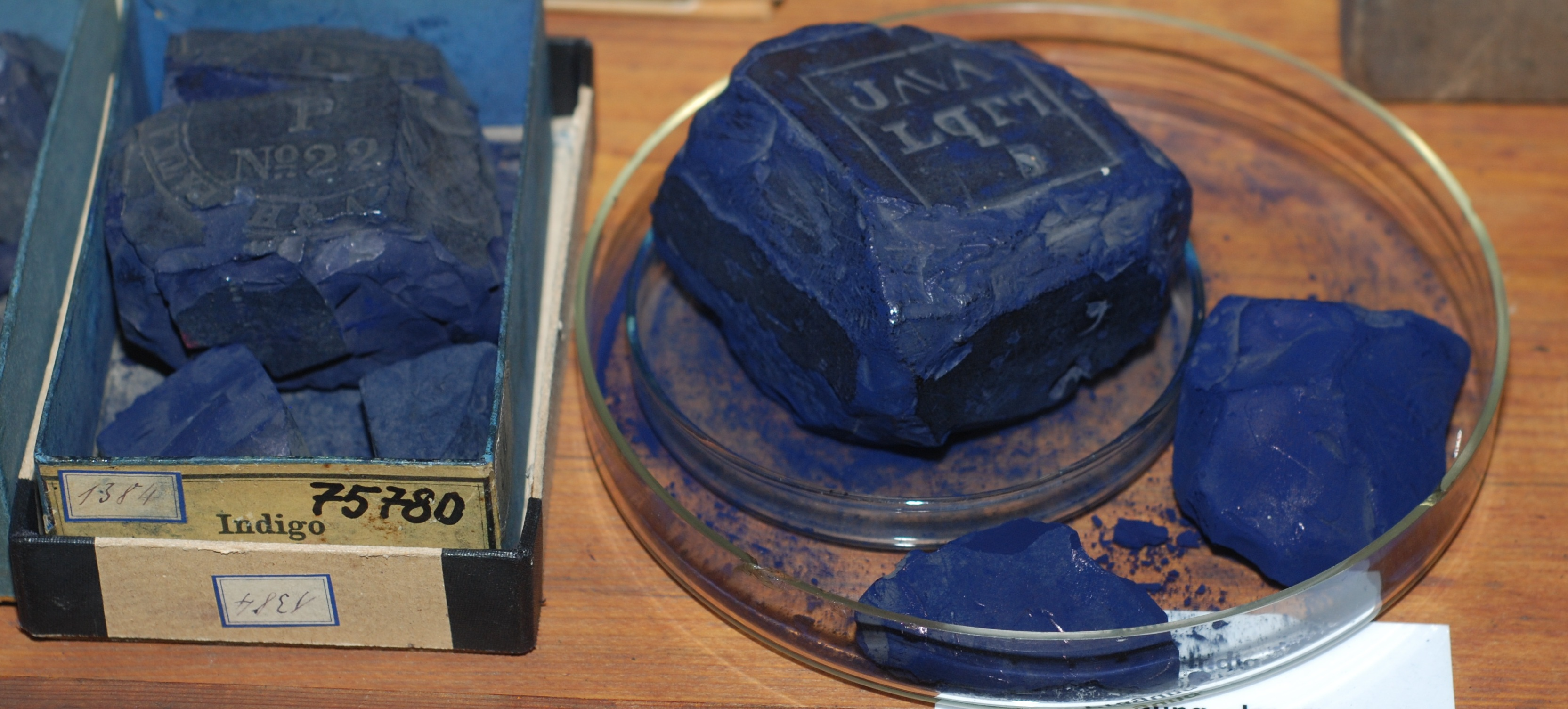
Indigo, historical dye collection of the Technical University of Dresden, Germany

靛蓝主要用于染棉布或棉纱。农村染坊用发酵法染土布，牛仔裤大都由靛蓝染经纱，与白纱交织而成；不经丝光染的棉布称为毛蓝布，可用保险粉法连续浸染，也可染羊毛和丝绸，或是用在地毯和手工艺品， 也用于制食品染料和有机颜料等。靛胭脂和溴靛蓝都是靛蓝的衍生物。